# Valère Paulissen
Valère Paulissen (ur. 28 grudnia 1936 w Nieuwerkerken) – belgijski kolarz szosowy, srebrny medalista mistrzostw świata.

## Kariera
Największy sukces w karierze Valère Paulissen osiągnął w 1958 roku, kiedy zdobył srebrny medal w wyścigu ze startu wspólnego amatorów podczas szosowych mistrzostw świata w Reims. W zawodach tych wyprzedził go jedynie Gustav-Adolf Schur z NRD, a trzecie miejsce zajął kolejny Belg - Henri De Wolf. Był to jednak jedyny medal wywalczony przez Paulissena na międzynarodowej imprezie tej rangi. Ponadto wygrał między innymi wyścig Bruksela-La Louvière-Bruksela i Ronde van Limburg B w 1959 roku, a w 1956 roku zajął trzecie miejsce w klasyfikacji generalnej Tour de la province de Namur. Nigdy nie wystąpił na igrzyskach olimpijskich. Jako zawodowiec startował w 1960-1963.